# 후쿠이 방송
후쿠이 방송은 후쿠이현에 처음 세우진 민영방송국으로 라디오 방송국은 1952년7월 1일에, 텔레비전 방송국은 1960년 6월 1일에 개국했다. 약칭은 FBC, 라디오 콜사인은 JOPR, 텔레비전 콜사인은 JOPR-DTV이다.
일본에서 유일하게 라디오와 텔레비전 방송국 모두 크로스 네트워크 관계를 맺고 있는 방송사이기도 하다.

## 연혁
- 1952년 3월 설립.
- 1952년 7월 1일 일본에서 15번째로 중파라디오 방송 개시.
- 1959년 7월 자본금을 1억 5000만엔으로 증자.
- 1960년 6월 1일 텔레비전 방송 개시.
- 1962년 7월 1일 컬러 텔레비전 방송 개시.
- 1966년 4월 1일 NNN에 가맹.
- 1989년 4월 1일 ANN에 정식 가맹하면서 NNN 단독 네트워크 방송국에서 NNN·ANN 크로스넷 방송국이 된다.
- 1991년 4월 1일 중국 · 절강성의 절강전시대와 우호 교류 관계를 체결
- 1992년 4월 1일 쓰루가 라디오 중계국을 개설.
- 2002년 3월 회사 설립 50주년.
- 2002년 4월 1일 라디오 센터 발족.
- 2005년 6월 10일 지상 디지털 텔레비전 방송의 예비면허교부.
- 2006년 1월 23일 후쿠이TV, NHK 후쿠이 방송국과 함께 지상 디지털 텔레비전 방송의 시험 전파를 발사.
- 2006년 4월 27일 지상 디지털 텔레비전 방송의 본면허 교부.
- 2006년 5월 1일 오전 11시부터 지상 디지털 방송 개시(원세그동시 개시).
- 2011년 7월 25일 지상파 아날로그 텔레비전 방송 완전 종료.
- 2017년 4월 1일 후쿠이 FM 보완 중계국 개국

## FBC 라디오

### 개요
- 네트워크는 JRN과 NRN 크로스 네트워크.방송 시간은 일요일 심야 24시-월요일 4시의 정파시간을 제외한 24시간 방송. 월요일 이외는 5시를 1일 방송의 기점으로 삼고 있다.
- 인터넷을 사용해 프로그램을 전달하고 있어서 후쿠이현 사람이 아니어도 일부 라디오 프로그램을 청취하는 것이 가능하다(후쿠이 방송 홈페이지 내에 링크 있음).
- 개국 당시는 완전 자주 편성이라 음악만 방송한 때가 있었다고 하며 시간이 흘러 아사히 방송(ABC)의 지원을 받아 상당수의 아사히 방송 제작 라디오 프로그램이 방송된적이 있었다.
- 1953년 2월 호쿠리쿠 방송, 기타니혼방송과 함께 도메이한 지역 스폰서 획득, 프로그램 공유 등을 목적으로 한 "라디오 호쿠리쿠 연맹"(RHR)을 설립했으나 1957년 4월 해산하였다.

### 라디오 주파수
| 중계국              | 주파수  | 출력 | 비고                 |
| ------------------- | ------- | ---- | -------------------- |
| 후쿠이 방송국       | 864kHz  | 5kW  | 콜사인은 JOPR        |
| 후쿠이 FM보완중계국 | 94.6MHz | 1kW  | -                    |
| 오바마 중계국       | 1557kHz | 100W |                      |
| 오바마 FM보완중계국 | 93.6MHz | 100W |                      |
| 쓰루가 중계국       | 1557kHz | 100W | 1993년 3월 정식 운용 |
| 오노 FM보완중계국   | 94.6MHz | 100W | -                    |

## FBC 텔레비전

### 개요
- 텔레비전은NNN/NNS(니혼TV)와 ANN(TV 아사히)의 크로스넷. ANN의 경우 현재 크로스넷 방송국이 프로그램 공급 부문 대상이 아니어서 편성은 니혼TV계 프로그램을 중심으로 하나 비완전가맹국 수준으로 방송하고 있으며 TV아사히 계열 프로그램의 경우 일부 프로그램이 동시 또는 늦게 방송되고 있다. 그 외에도 스폰서 관계상 현내에 계열국이 없는 도쿄 방송계열 프로그램도 일부 방송하고 있다.
- 개국당시 니혼TV 계열에 들어간 이유로 여러 가지 이야기가 있지만 개국 당시 이미 근처에 있는 이시카와현에 호쿠리쿠 방송이 개국해 라디오 도쿄(현재의 도쿄방송) 계열에 들어가 있었기 때문에 MRO와의 경합(이시카와 현과의 현경계 지역에서는 당시 많은곳에서 호쿠리쿠 방송을 수신할 수 있었다.)을 피하기 위해 니혼TV 계열로 들어갔다는 이야기가 있다.
- ANN과의 크로스 네트워크 방송국이어서 비록 방송은 하고 있지 않지만 TV아사히의 뉴스 프로그램인 슈퍼J채널이나 보도 스테이션 등에서 후쿠이현과 관련된 뉴스가 나올 때면 뉴스 중계를 담당하고 있다.
- 1990년 4월 이시카와현에 니혼 TV계열 방송국인 TV 가나자와가 개국하기 전까지 이시카와 현 일부지역에 대한 취재도 담당하고 있었다.

#### 편성의 특징
- 골든 타임 프로그램 대부분이 니혼TV 계열의 프로그램이라, 황금시간대 요일별 편성과 시차방송비율을 조합해 각 중심국의 편성 비율을 균등하게 할당하던 과거의 TV 신슈(ANN·NNN)나 히로시마 TV 방송(NNN/NNS·FNN/FNS) 와 같은 완전 크로스 편성은 되지 않았다.
- 후쿠이현에서는 케이블 텔레비전에 가입하면, 남부지역에서는 아사히 방송을, 북부지역에서는 호쿠리쿠 아사히 방송을 시청 하는 것이 가능함에도 불구하고, NNN·ANN 크로스 넷 체제를 1989년 이후 계속 실시 하고 있어 일부 니혼TV 계열 프로그램을 전혀 시청 할 수 없는 지역도 적지 않다. 또 갑자기 방송을 시작하거나 끝내는 일이 많아 프로그램에 따라서는 전편을 볼 수 없는 사례가 자주 일어나 후쿠이 현민에게 불만이나 불신감을 예전부터 얻고 있다.

### 뉴스 네트워크 변화
- 1960년 6월 1일　니혼TV·도쿄방송·후지 TV·NET-TV의 크로스 넷국으로서 개국, 뉴스는 니혼TV 중심.
- 1966년 4월 1일　뉴스 네트워크 NNN 발족과 동시에 가맹.이것에 의해 뉴스는 NNN 완전가맹국화.
- 1967년 6월　민간방송 교육협회발족과 동시에 가맹.
- 1969년 4월 1일　후쿠이 TV 방송 개국에 의해 후지 텔레비전의 프로그램이 중단되고 도쿄방송·NET-TV 프로그램 일부가 후쿠이 TV 방송으로 이행.
- 1972년　이 해 발족한 NNS에 가맹.
- 1989년 4월 1일　ANN에 가맹하면서 니혼TV·TV 아사히 크로스 네트워크 방송국이 된다.

## 현내 방송국
- NHK 후쿠이 방송국
- 후쿠이 TV 방송(FTB)(후지 TV계열)
- 후쿠이 FM 방송(JFN계열)